# 陈先森
陈先森（1952年5月—），安徽肥东人。汉族。1968年3月参加工作，1973年11月加入中国共产党。中国科技大学在职研究生班管理科学专业毕业。
2001年4月任安徽省地方税务局局长、党组书记。2007年4月任安徽省财政厅厅长、党组书记。2012年2月，当选安徽省人大常委会副主任。2016年2月，辞去安徽省人大常委会副主任职务。
2008年，当选第十一届全国人民代表大会安徽地区代表。